# Aitken (kráter)

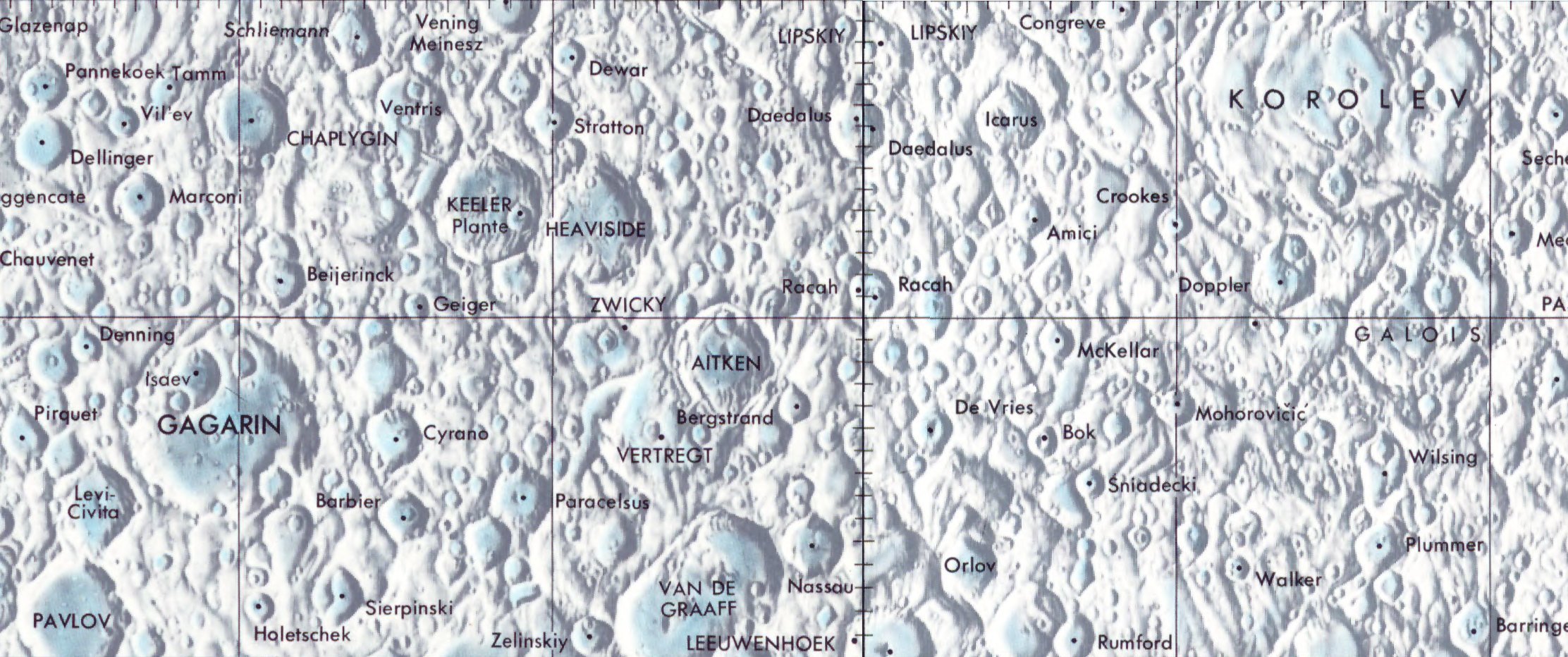

Aitken je obří impaktní kráter, který leží na odvrácené straně Měsíce, pojmenovaný pro Robertu Aitkenovi, americkém astronomovi specializujícím se na pozorování binárních hvězdných soustav. S průměrem asi 2500 km patří komplex Jižní pól - Aitken k největším známým kráterům ve Sluneční soustavě.

## Lokalizace
Nachází se na jihovýchod od kráteru Heaviside a na sever od neobvyklé formace Van de Graaff. Na jihozápadním okraji je spojen s kráterem Vertregt. Na jihovýchod je menší Bergstrand. Vnitřní stěna Aitkenu je řadová a liší se zejména šířkou s nejužší částí na jihozápadě. Kráter Aitken Z leží přes severní val. Jen severně od okraje je malý kráter Aitken, který je obklopen vyvrženým materiálem vyššího albeda. Dno kráteru bylo zaplaveno lávovým proudem zejména v jižní polovině. Několik malých kráterů je na východní části valu. Tento kráter leží podél severního okraje obrovské pánve Jižního pólu-Aitkenu, která byla pojmenována po tomto kráteru a jižního lunárního pólu, dvou krajních bodech této obrovské pánve.